# Aguadas
Aguadas ist eine Gemeinde (municipio) im Departamento Caldas in Kolumbien.

## Geographie
Aguadas liegt im Norden von Caldas in der Subregion Norte, 126 km von Manizales entfernt, und hat eine Durchschnittstemperatur von 17 °C. Die Gemeinde liegt auf 2214 Metern in der Zentralkordillere der kolumbianischen Anden. An die Gemeinde grenzen im Norden La Pintada, Abejorral und Sonsón im Departamento de Antioquia, im Osten Sonsón, Salamina und Pensilvania, im Süden Pácora und Salamina und im Westen Caramanta und Valparaíso in Antioquia.

## Demographie
Die Gemeinde Aguadas hat 21.237 Einwohner, von denen 11.783 im städtischen Teil (cabecera municipal) der Gemeinde leben (Stand: 2019).

## Geschichte
Auf dem Gebiet des heutigen Aguadas lebte bei Ankunft der Spanier das indigene Volk der Concuyes. Aufgrund der reichen Goldvorkommen in der Region ließen sich viele Spanier in der Region nieder und gründeten die Stadt Santiago de Arma. Die Stadt wurde jedoch 1777 aufgegeben, da die Minen ausgeschöpft waren, und an der Stelle des heutigen Rionegro neugegründet. Einige Siedler blieben jedoch und gründeten schließlich 1808 unter dem Namen La Aguada das heutige Aguadas. Die Umbenennung in Aguadas erfolgte aber schon 1810 bis 1812.

## Wirtschaft
Die wichtigsten Wirtschaftszweige von Aguadas sind der Anbau von Kaffee und anderen landwirtschaftlichen Produkten (Bananen und Zuckerrohr) sowie Tierhaltung und Kunsthandwerk (insbesondere Hüte). Eine lokale Spezialität ist die Süßigkeit Pionono, die in Aguadas hergestellt wird.

## Sehenswürdigkeiten
Der historische Ortskern von Aguadas wurde 1982 zum nationalen Kulturerbe Kolumbiens erklärt. Zu den Sehenswürdigkeiten zählen die Calle de los Faroles, eine steile Fußgängerstraße von historischer und kultureller Bedeutung, das Pueblito Viejo, eine Replik des ursprünglichen Dorfes, und das Kulturzentrum Francisco Giraldo. Zudem finden sich in der Nähe Petroglyphen, Wasserfälle sowie ein Hügel mit Blick auf den Ort.

## Persönlichkeiten
- José Libardo Garcés Monsalve (* 1967), Bischof von Cúcuta